# Juno Awards 2003
I Juno Awards 2003 si sono tenuti a Ottawa il 6 aprile 2003.

## Categorie
Lista parziale (sono incluse le categorie più importanti). In grassetto sono indicati i vincitori.

### Artista dell'anno
- Shania Twain
- Daniel Bélanger
- Céline Dion
- Alanis Morissette
- Remy Shand

### Gruppo dell'anno
- Sum 41
- Blue Rodeo
- Our Lady Peace
- Swollen Members
- The Tragically Hip

### Artista rivelazione dell'anno
- Avril Lavigne
- Shawn Desman
- k-os
- Sam Roberts
- Sarah Slean

### Gruppo rivelazione dell'anno
- Theory of a Deadman
- Bet.e & Stef
- Crush
- One Ton
- Simple Plan

### Fan Choice Award
- Shania Twain
- Céline Dion
- Diana Krall
- Avril Lavigne
- Nickelback

### Album dell'anno
- Avril Lavigne - Let Go
- Daniel Bélanger - Rêver mieux
- Céline Dion - A New Day Has Come
- Our Lady Peace - Gravity
- Shania Twain - Up!

### Album internazionale dell'anno
- Eminem - The Eminem Show
- Creed - Weathered
- Enrique Iglesias - Escape
- Nelly - Nellyville
- Shakira - Laundry Service

### Album pop dell'anno
- Avril Lavigne - Let Go
- Jarvis Church - Shake It Off
- Emm Gryner - Asianblue
- Amanda Marshall - Everybody's Got a Story
- Alanis Morissette - Under Rug Swept

### Album rock dell'anno
- Our Lady Peace - Gravity
- Danko Jones - Born a Lion
- The Tea Party - The Interzone Mantras
- Treble Charger - Detox
- Wide Mouth Mason - Rained Out Parade

### Album di musica alternative dell'anno
- Broken Social Scene - You Forgot It in People
- Buck 65 - Square
- Hot Hot Heat - Make Up the Breakdown
- The New Deal - The New Deal
- Royal City - Alone at the Microphone

### Singolo dell'anno
- Avril Lavigne - Complicated
- Blue Rodeo - Bulletproof
- Céline Dion - A New Day Has Come
- Our Lady Peace - Somewhere Out There
- Sam Roberts - Brother Down